# Alfocalea montana
Alfocalea montana är en skalbaggsart som beskrevs av Klimaszewski in Klimaszewski och Pierre Joseph Pelletier 2004. Alfocalea montana ingår i släktet Alfocalea och familjen kortvingar. Inga underarter finns listade i Catalogue of Life.